# Stamnodes seiferti
Stamnodes seiferti là một loài bướm đêm trong họ Geometridae.